# B. A. Paris
B. A. Paris pseudônimo da Bernadette MacDougall (Surrey) é uma escritora inglesa com cidadania francesa, principalmente no subgênero Thriller Psicológico. Seu romance de estreia, Behind Closed Doors (2016), foi um best-seller do New York Times e do Sunday Times. Foi traduzida para 40 idiomas e vendeu mais de 3,5 milhões de cópias em todo o mundo.

## Biografia
B. A. Paris nasceu na Inglaterra, mas passou a maior parte de sua vida adulta na França. Ela e o marido agora vivem no Reino Unido. Ela trabalhou tanto em finanças quanto como professora e tem cinco filhas.

## Obras
- Behind Closed Doors (2016) - Entre Quatro Paredes (Record, 2019)
- The Breakdown (2017) - À Beira da Loucura (Record, 2018)
- Bring Me Back (2018)
- The Understudy (2019, com Clare Mackintosh, Holly Brown e Sophie Hannah)
- The Dilemma (2020)
- The Therapist (2021)